# Robert Pigot
Pour les articles homonymes, voir Pigot.
Robert Pigot, 2e baronnet, né le 20 septembre 1720 à Londres et mort le 1er août 1796 à Stafford , est un général de l'Armée britannique pendant la guerre d'indépendance des États-Unis et une personnalité politique britannique.
Il commande une partie des forces britanniques à la bataille de Bunker Hill et la bataille de Rhode Island. Avant la guerre, il était député au Parlement de Grande-Bretagne.
Il est le frère de George Pigot (1er baron Pigot), 1er baronnet, gouverneur de Madras et de l'amiral Hugh Pigot, commandant en chef de la flotte des Indes occidentales.